# Englesqueville-en-Auge
Englesqueville-en-Auge è un comune francese di 113 abitanti situato nel dipartimento del Calvados nella regione della Normandia.

## Società

### Evoluzione demografica
Abitanti censiti